# Philipp Gottfried Gaertner
Philipp Gottfried Gaertner ou Gottfried Gaertner (1754 - 1825 ) foi um botânico, micólogo e briólogo alemão .
Foi coautor com J. Scherbius (1769-1813) e com B. Meyer (1767-1813) da obra Oekonomisch-technische Flora der Wetterau  (1799-1802, 3 vols. [vol. 1 (VI-VII.1799); vol. 2 (V-VII.1800); vol. 3 (1) (I-VI.1801); vol. 3 (2) (1802)], onde deram nomes científicos para numerosas espécies vegetais. 